# Polygordius leo
Polygordius leo är en ringmaskart som beskrevs av Ernst Marcus 1955. Polygordius leo ingår i släktet Polygordius och familjen Polygordiidae. Inga underarter finns listade i Catalogue of Life.